# 그림자 없는 남자
《그림자 없는 남자》(영어: The Thin Man)는 대실 해미트가 쓴 추리물이다. 1933년 12월부터 레드북에 연재되기 시작했으며, 이듬해 단행본으로 출판됐다. 같은 해 동명의 영화도 개봉해 흥행했다. 이 소설을 끝으로 해미트는 더 이상 장편소설을 쓰지 않았다.